# Каджуны
Каджу́ны (англ. Cajuns — ке́йдженз; самоназвание фр. Cadiens — кадье́н, фр. Cadjins — кадже́н) — своеобразная по культуре и происхождению субэтническая группа французов, представленная преимущественно в южной части штата Луизиана, именуемой Акадиана (около 400 тыс.), а также в прилегающих округах южного Техаса (около 100 тыс.) и Миссисипи (30 тыс.). Обладают богатой и самобытной культурой и традициями, развитой национальной кухней.
Каджунская кухня также является одной из самых разнообразных региональных кухонь юга США.

## История
По происхождению каджуны — одна из групп франкоканадцев, а точнее акадийцев, депортированных британцами из Акадии в 1755—1763 годах. Само слово cadjin (в английском написании — cajun) — это искажённое франко-креольское от Cadien < фр. Acadien (досл. «акадийский»).
Депортация акадийцев привела к возникновению акадийской диаспоры во многих регионах мира. Всего с 1755 по 1763 по приказу британского губернатора Чарльза Лоренса было депортировано свыше 10 000 жителей бывших французских территорий (Акадия и Новая Шотландия) в Атлантической Канаде. Более половины из них погибло в трюмах кораблей, перевозивших их в тюрьмы британских колоний на территории нынешних США и даже на Фолклендские острова. Часть из них (свыше 3000) переместилась на территорию Луизианы, где их, католиков, приветствовала испанская администрация и многочисленное французское и франкокреольское население Нового Орлеана. Позднее в сельских районах Луизианы образовалась особая этнографическая группа.
Покупка Луизианы, отошедшей к США после 1803 года, привела к постепенному нарастанию напряжения между новыми англоязычными поселенцами и франкоязычными каджунами, вновь подвергнувшимися интенсивной дискриминации. Французский язык был вскоре запрещён для использования в образовании, и большинство каджунов ассимилировалось (см. каджунский английский), сохранив культурную автономию.
Сейчас, вместе с близкородственными франко-креолами — это крупнейшее этноязыковое меньшинство в Луизиане, составляющее около 4 % населения штата, чьи языковые права имеют частичное официальное признание в штате. Большинство каджунов говорят на английском, но сохраняют при этом приверженность своей культуре, образу жизни и особенно национальной кухне. Говорят также на каджунском диалекте французского языка, каджунском английском и стандартном французском.

## В кино
- Фильм Уолтера Хилла «Южное гостеприимство» (1981).